# 李健駕駛學校
李健駕駛學校（英語：Lee Kin Driving School）是香港一間私人駕駛學校，由商人李健於1963年成立，主要在香港提供駕駛訓練課程。

## 簡介

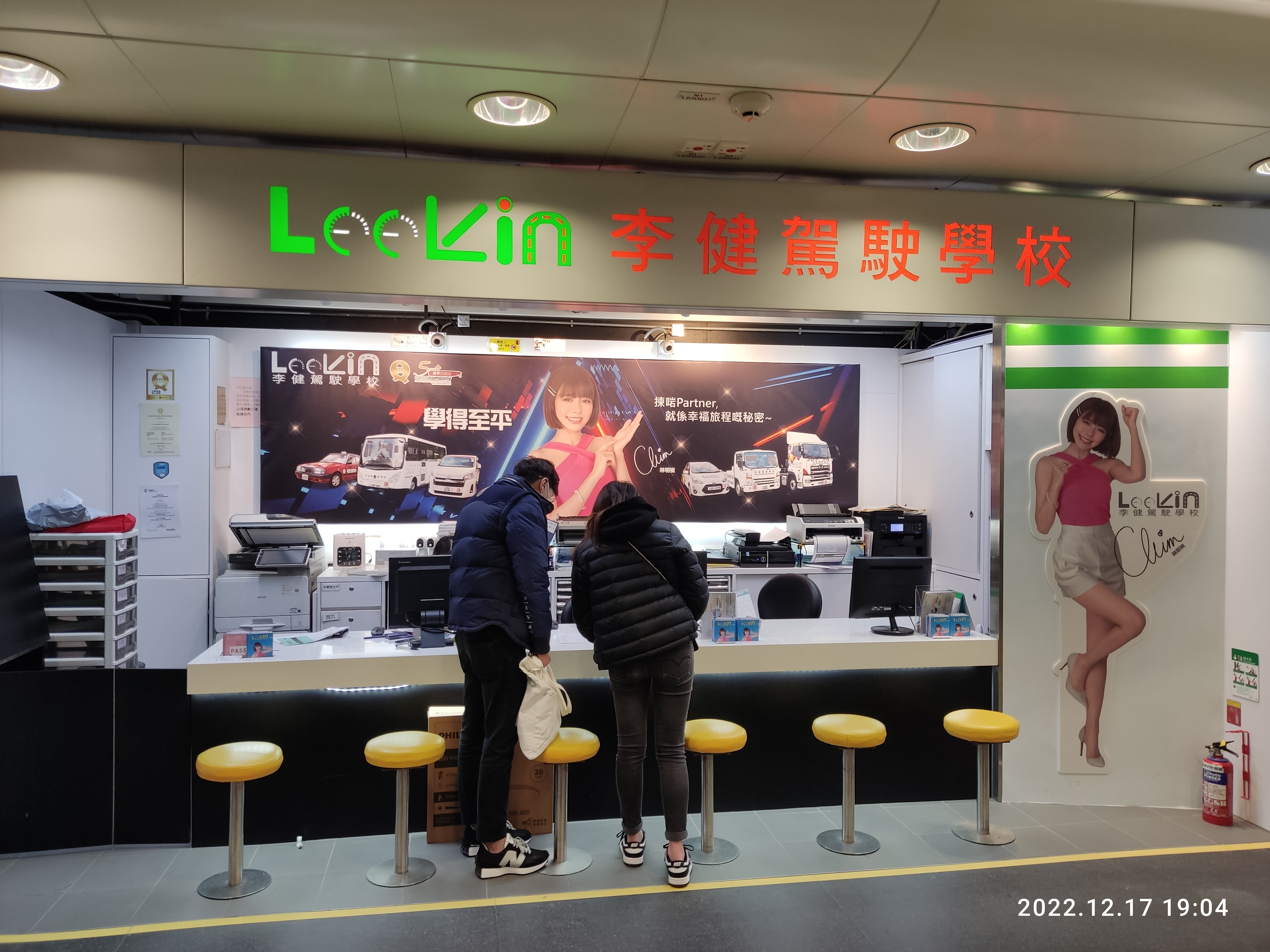
深水埗分校

李健駕駛學校於1963年由商人李健創辦，1960年代初期以英國莫里斯汽車型號「Minor Series II」教授私家車為主；中期則開辦小巴、大巴、貨車及貨櫃車輛課程，後隨着同年代香港人口增長，而在香港開拓更多不同類型的駕駛課程。1970年代，它於旺角設立第一間的士筆試課程學校；至1980年代正值中國實施改革開放政策，便率先到內地開辦中國駕駛證課程，為超過20萬港澳或外籍人士辦理相關執照；1990年代鑑於校務不斷拓展，除了自費購入逾百部各類型車輛，亦開始推行名車教學。
直到2003年，李健駕駛學校又增辦電單車駕駛訓練課程，而2008年成為運輸署指定駕駛改進學校之一，並於2009年3月在荃灣南豐中心設校承辦「駕駛改進－扣減3分」課程；2012年再成為公共小巴司機職前訓練學校。2018年2月底，它共有11家香港分店、主要分布在香港島、九龍半島、新界三大地區；2019年5月曾於反修例運動中響應網民對無綫電視的抵制行動，宣布短期內不透過該電視台播出任何廣告，2020年更起用涉及反修例言論而被解約的前《東張西望》記者林泳淘作為品牌代言人。

## 各類教授車款

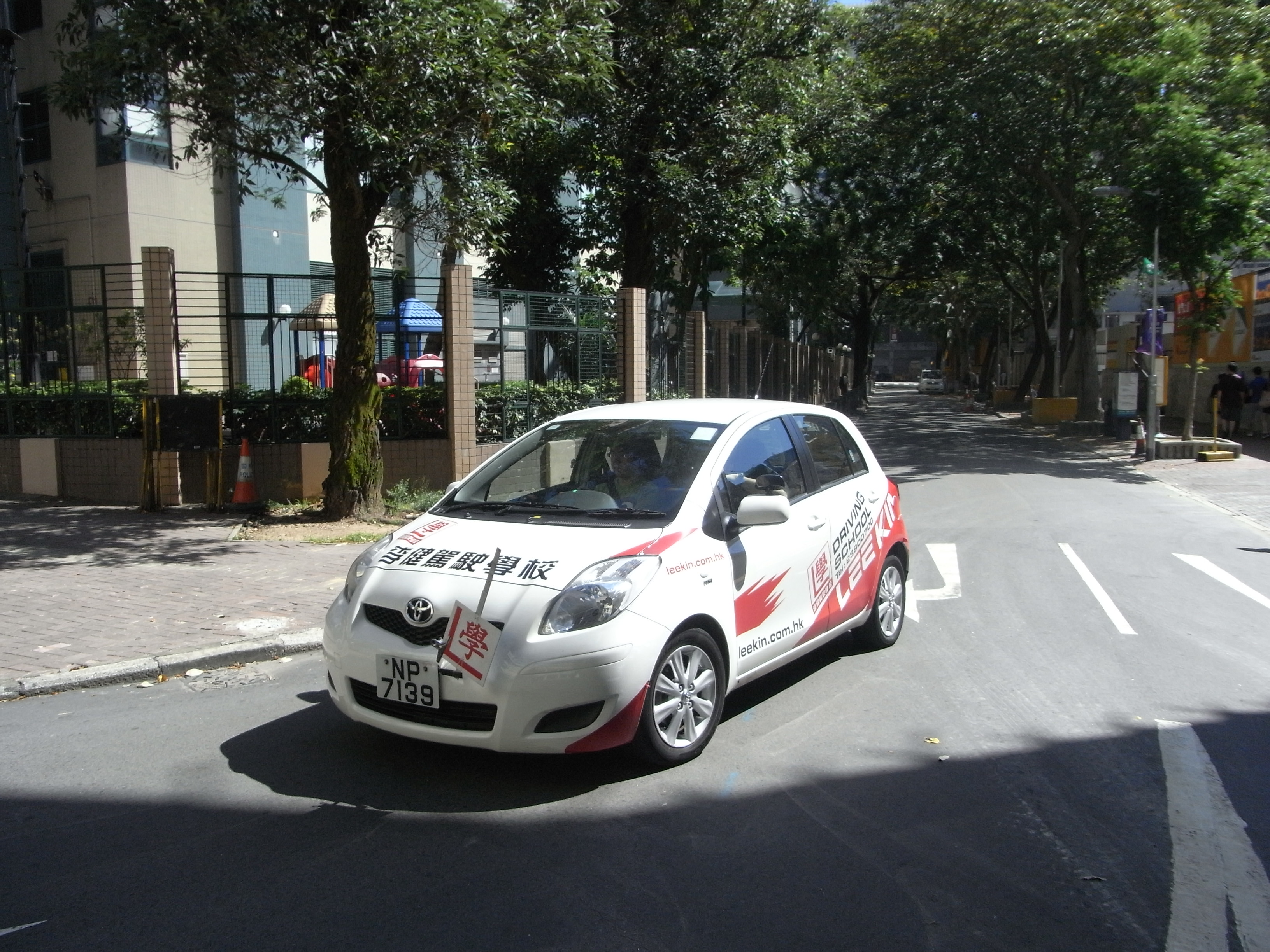
私家車（豐田Vitz）
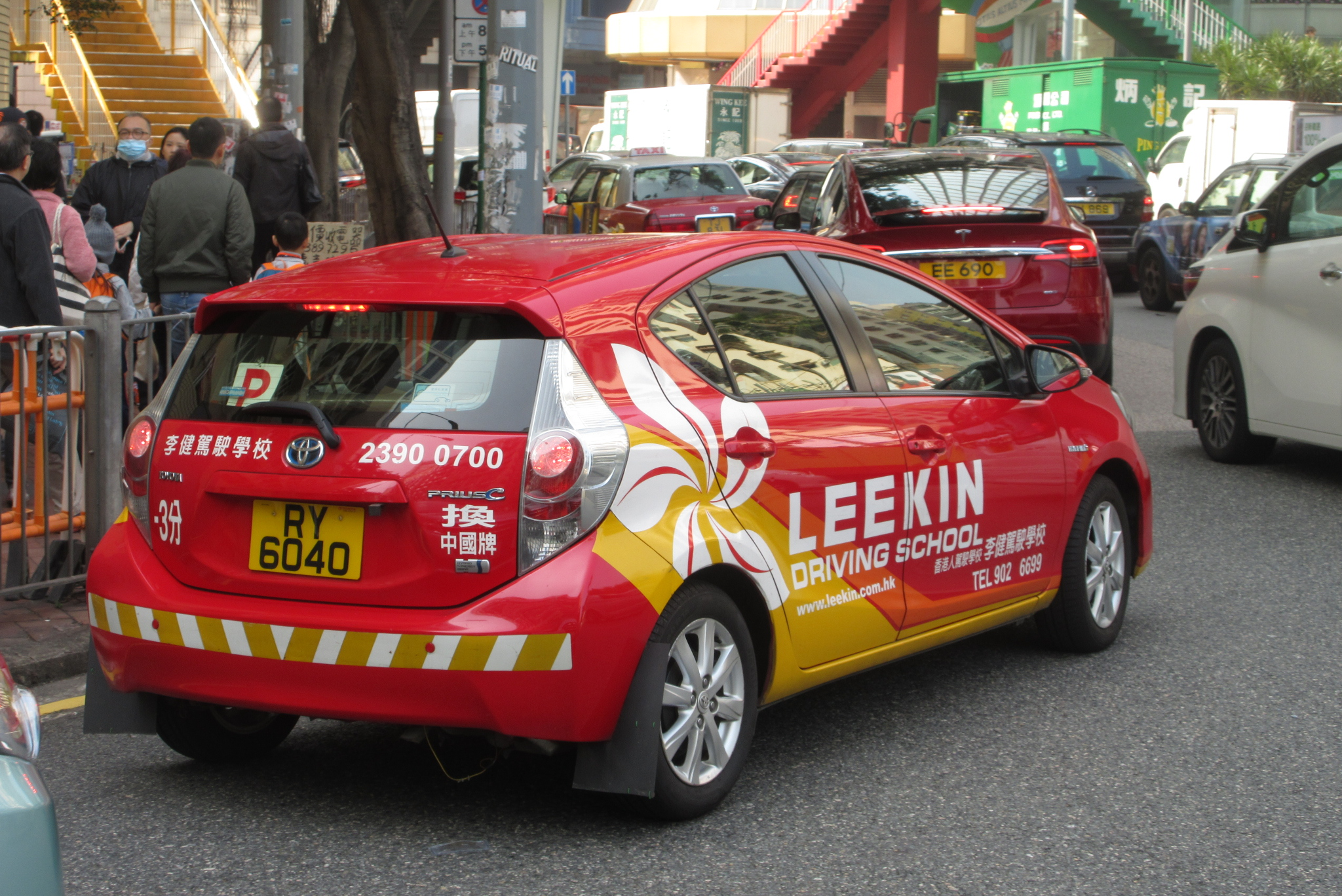
私家車（豐田Prius c）
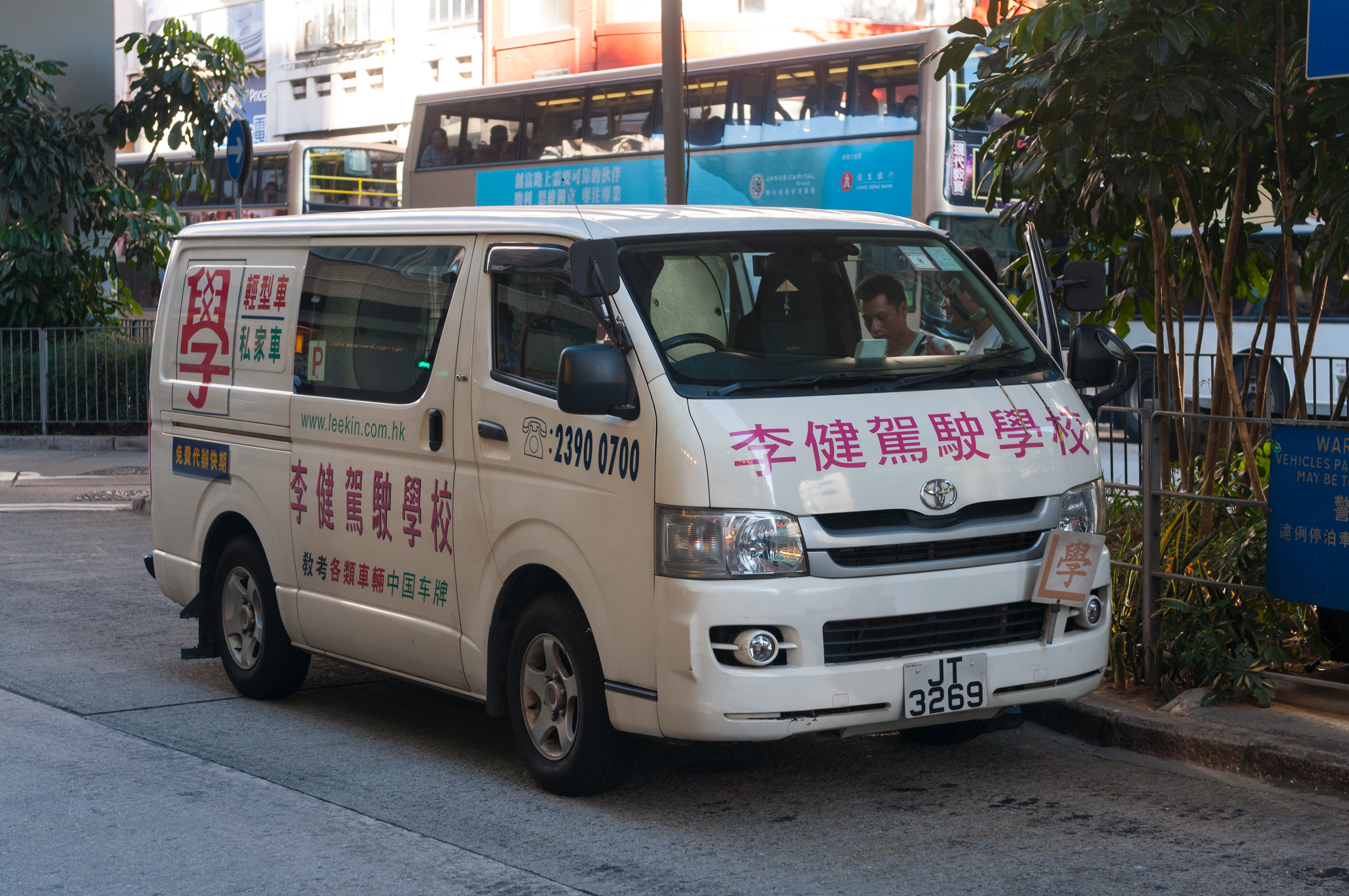
小型貨車（豐田Hiace）
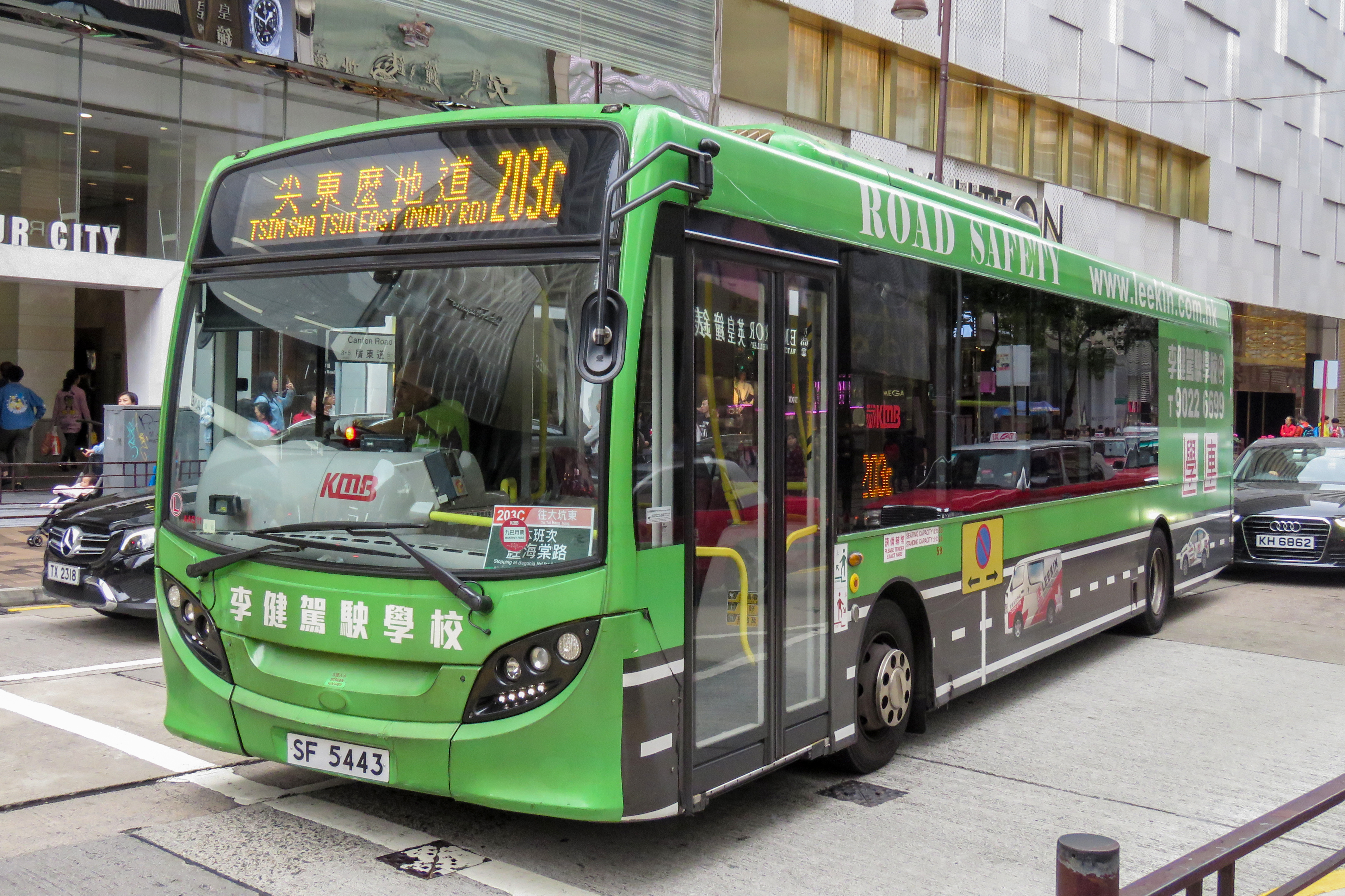
中型巴士（九龍巴士 AAS11）

## 廣告 / 代言
- 2007 - 2011年：唐詩詠
- 2012、2013年：黃山怡
- 2015、2016年：陳婉衡
- 2017年：朱千雪
- 2018年：馬曉晴
- 2019年：方力申
- 2020年：林泳淘
- 2021年：林芊妤
- 2022年：林明禎

## 外部連結
- 李健駕駛學校官方網址（页面存档备份，存于）
- 李健駕駛學校的Facebook專頁
- 李健駕駛學校的Instagram帳戶